# Ministero dell'interno (Repubblica Democratica Tedesca)
Il Ministero dell'interno (in tedesco Ministerium des Innern – MdI) era un dicastero del governo della Repubblica Democratica Tedesca responsabile della politica interna. È stato creato nel 1949 e sciolto dopo la riunificazione della RDT con la Repubblica Federale Tedesca (RFT) nel 1990. Portava più brevemente il nome di "Ministero degli affari interni" (Ministerium für Innere Angelegenheiten). Le sue funzioni sono state poi assunte dal Ministero federale dell'interno.

## Storia
Quando la RDT fu fondata il 7 ottobre 1949, fu nominato il primo ministro dell'interno, Karl Steinhoff. Il Ministero dell'interno (MdI) ha assunto le funzioni svolte dall'Amministrazione tedesca dell'interno nella zona di occupazione sovietica (SBZ) in conformità con il cambio di questo organo governativo. Il ministero era responsabile della supervisione dell'ordine pubblico e della sicurezza (sicurezza interna e frontaliera) e della protezione dell'economia della RDT attraverso le sue agenzie subordinate.
Negli anni '50 e '60, il 14% dei dipendenti dell'MdI erano ex membri dell'NSDAP. Ciò è il risultato di uno studio commissionato dal Ministero federale dell'interno nel 2018, dall'Institut für Zeitgeschichte (IfZ) e dal Zentrum für Zeithistorische Forschung (ZZF), in cui sono stati valutati circa 800 CV di funzionari MdI. Questa percentuale è allo stesso tempo notevolmente inferiore a quella del Ministero federale dell'interno, ma superiore a quanto precedentemente ipotizzato e ammesso dalla RDT all'epoca.
Nell'ottobre 1963, Friedrich Dickel divenne ministro dell'interno e capo della Volkspolizei, succedendo a Karl Maron. Fino al 1976 è stato anche capo della protezione civile della RDT. Il 17 novembre 1989 il governo Stoph e con esso Dickel si dimisero. Fino allo scioglimento del ministero nel corso della riunificazione tedesca nel 1990, Lothar Ahrendt (SED) nel governo Modrow e Peter-Michael Diestel (DSU/CDU) nel governo de Maizière si succedettero come ministri dell'interno.
I compiti dell'MdI sono stati in seguito assunti dal Ministero federale dell'interno e dai ministeri dell'interno degli stati federati. L'indirizzo del Ministero dell'interno era fino al 1960 Mauerstrasse 29/32 a Berlino Est.

## Elenco dei ministri dell'interno (1949-1990)
|  | Ministro              | Nascita-Morte | Immagine | Inizio mandato   | Fine mandato     | Partito   |
|  | --------------------- | ------------- | -------- | ---------------- | ---------------- | --------- |
|  | Karl Steinhoff        | (1882–1981)   |          | 1949             | 1952             | SED       |
|  | Willi Stoph           | (1914–1999)   |          | 6 maggio 1952    | 1º luglio 1955   | SED       |
|  | Karl Maron            | (1903–1975)   |          | 1955             | novembre 1963    | SED       |
|  | Friedrich Dickel      | (1913–1993)   |          | novembre 1963    | 13 novembre 1989 | SED       |
|  | Lothar Ahrendt        | (1936–)       |          | 13 novembre 1989 | 12 aprile 1990   | SED       |
|  | Peter-Michael Diestel | (1952–)       |          | 12 aprile 1990   | 3 ottobre 1990   | DSU / CDU |